# Leine (singer-songwriter)
Marjolein Reitsma, optredend als Leine, is een Nederlands singer-songwriter. Nadat ze in 1997 de Grote Prijs van Nederland in de categorie singer-songwriter had gewonnen als het duo Kirke (met Lotte van Dijck), won ze deze prijs in 2007 opnieuw maar nu solo. Ze trad in 2008 op op het North Sea Jazz Festival en op Oerol.

## Discografie

### Ep
- Songs at the dinner table (2006)

### Album
- Truth be told (2008)

- MusicBrainz: 2554e933-c08a-4fe9-a90c-e3f9053638e1
- Nederlandse Thesaurus van Auteursnamen: 329916874
- Virtual International Authority File: 282174117
- WorldCat: E39PBJc83mK7w47tCFHYMdQwmd